# Sauna gay

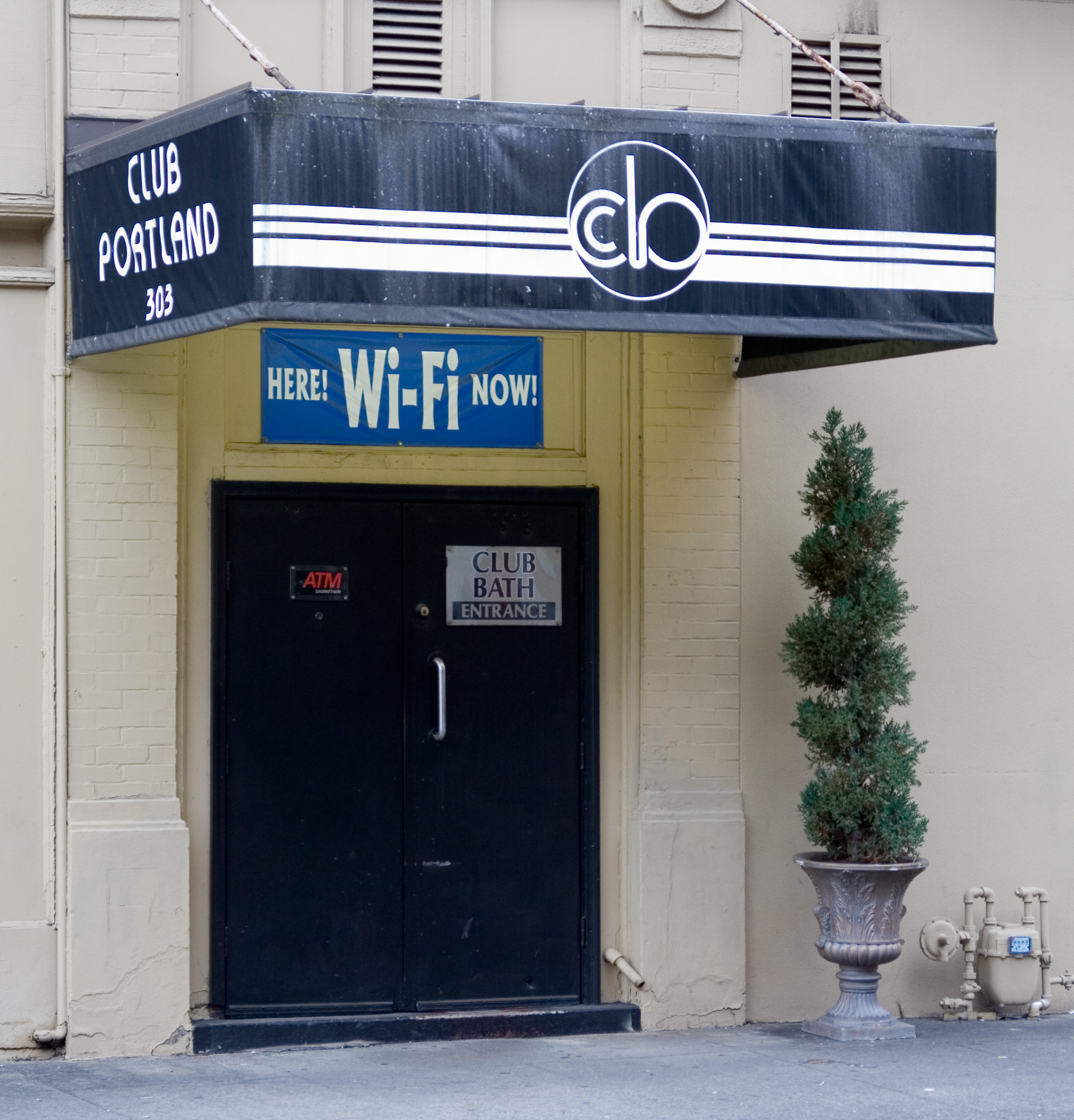
Un sauna gay aux États-Unis.

Un sauna gay (également connu sous le nom de bain gay) est un commerce permettant aux hommes d'avoir des relations sexuelles avec d'autres hommes dans le cadre d'un bain public.
L'activité de baignade ou de sauna est secondaire par rapport à celle d'avoir une activité sexuelle. Les bains publics offrant des services similaires pour les femmes sont rares, mais certains bains publics pour hommes organisent parfois des soirées réservées aux femmes.
Les bains publics varient considérablement en taille et en équipements.
Dans certains pays, pour des raisons juridiques, les bains publics sont réservés aux membres bien que l'adhésion soit généralement ouverte à tout adulte qui le souhaite pour une somme pécuniaire. Contrairement aux maisons closes (prostitution), les clients ne paient que pour l'utilisation des installations car l'activité sexuelle, si elle a lieu, se fait entre clients sans échange d'argent.

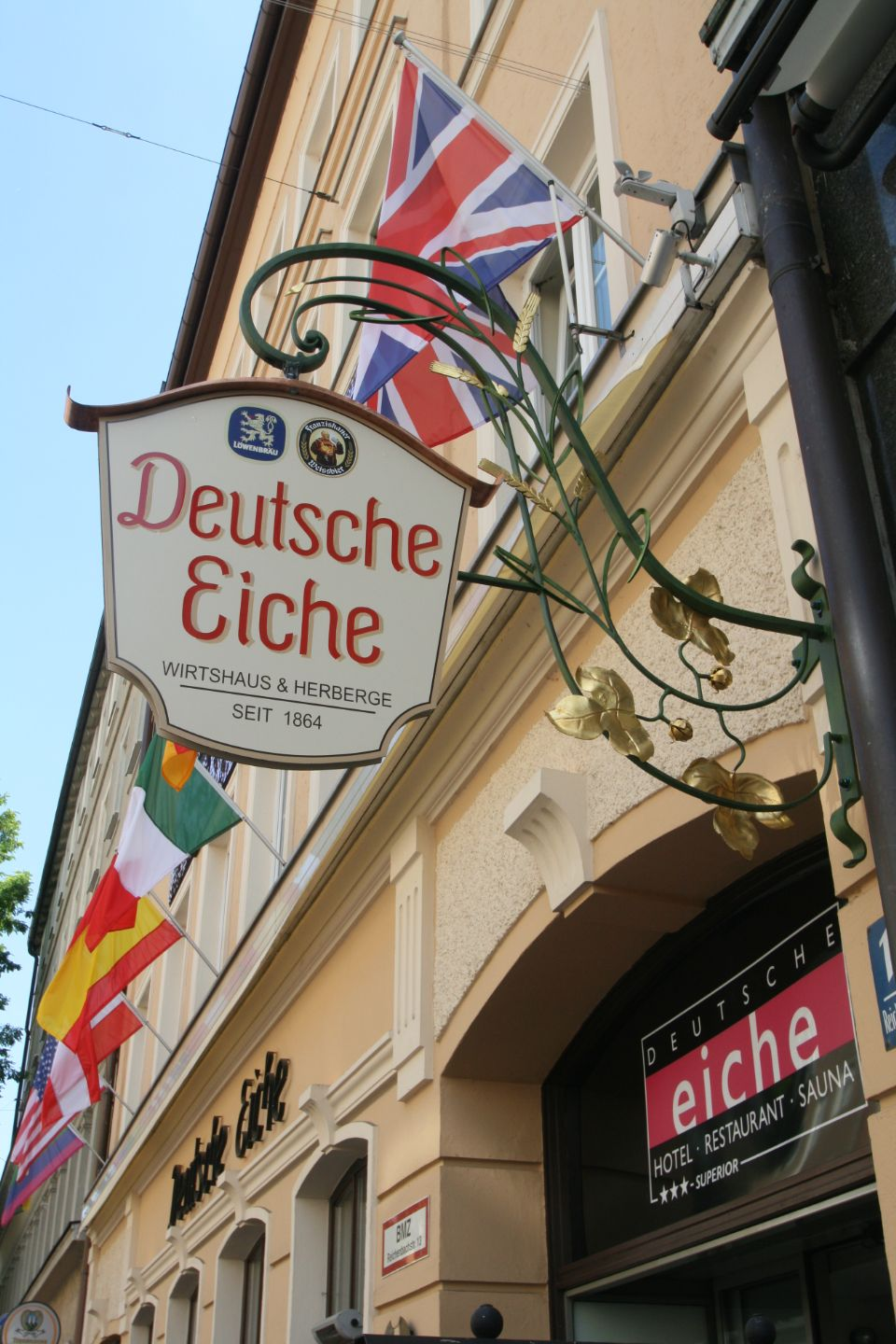
L'Hotel Deutsche Eiche (en) de Munich.
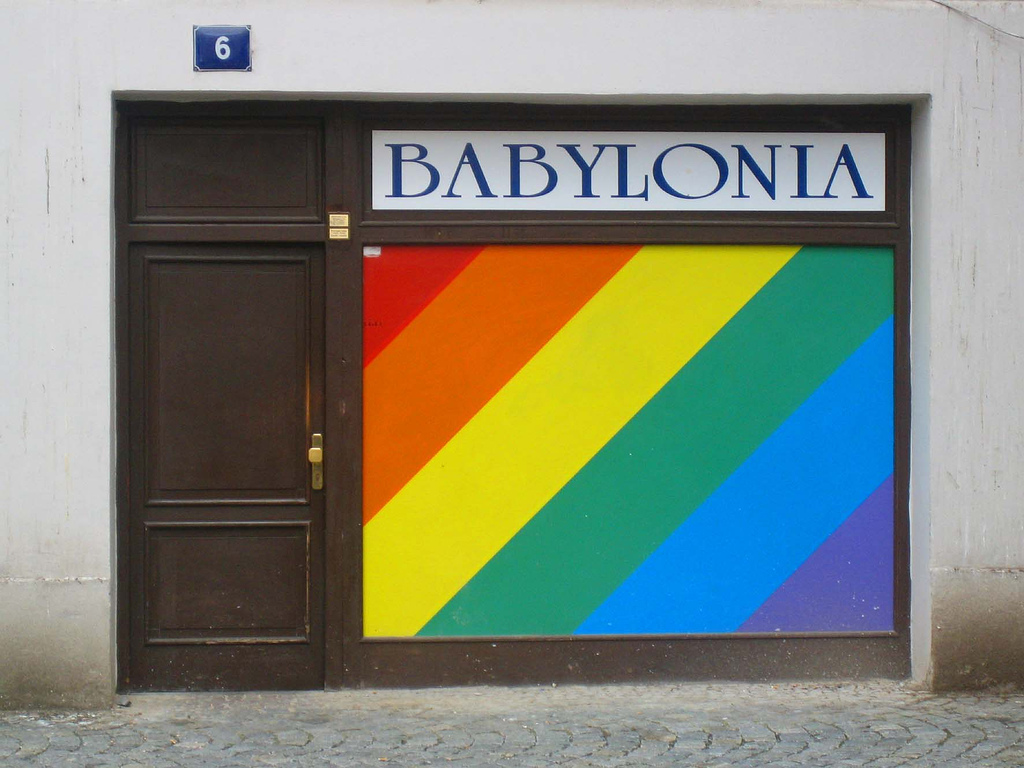
Un sauna gay à Prague.
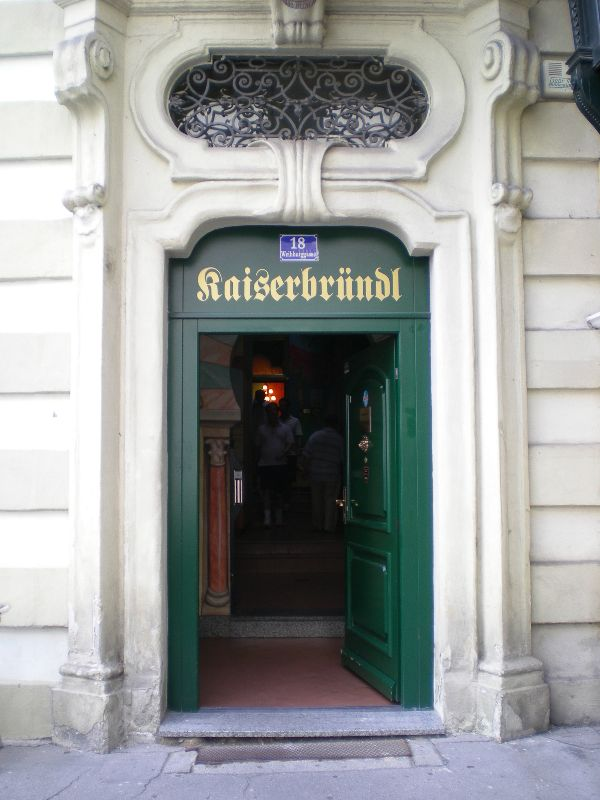
Le Kaiserbruendl-Sauna (Bain central de Vienne).